# Château de la Source
Le château de la Source est un château français situé à Orléans dans le département du Loiret en région Centre-Val de Loire.

## Géographie
L'édifice est situé sur le territoire de la commune d'Orléans (Loiret), au sud du centre-ville, dans le quartier d'Orléans-la-Source, dans la région naturelle du Val de Loire à environ 104 mètres d'altitude.
Le château est accessible via la ligne A du tramway d'Orléans (station Université-Château) et la route départementale 14.
Il est situé le long du cours du Loiret, en surplomb du miroir d'eau, à 250 mètres de sa source appelée « Le Bouillon », à proximité du parc floral de la Source.

## Histoire
Le château est construit vers 1633 selon les plans de Charles Turmel.
Henry St John, 1er vicomte Bolingbroke, noble et riche anglais exilé entre 1710 et 1723, loue le domaine.
L'écrivain et philosophe français Voltaire y donne la première lecture de La Henriade.
Napoléon Ier y a séjourné.[réf. nécessaire]
Après la bataille de Waterloo (1815, Belgique), le maréchal d'empire Louis Nicolas Davout et son état-major s'installent au château de la Source. Ils y coordonnent le démantèlement de l'armée de la Loire, reliquat de la Grande Armée.

## Description
Le château héberge les services administratifs de l'Université d'Orléans.